# Miejscownik (filatelistyka)

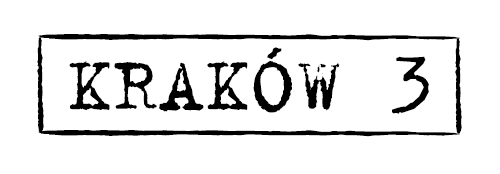
Przykład miejscownika: nazwa miejscowości, numer placówki i obwódka.

Miejscownik – stempel pocztowy eksploatacyjny, tuszowy, z nazwą miejscowości bez daty, może zawierać numer placówki, bliższe oznaczenie miejscowości, oznaczenie placówki, emblemat, ozdobnik. Miejscownikiem może być także stempel zawierający nazwę skrótową, inicjał lub numer miejscowości.